# Celler del Sindicat Agrícola (Cambrils)
El Celler del Sindicat Agrícola és un edifici de Cambrils (Baix Camp) inclòs a l'Inventari del Patrimoni Arquitectònic de Catalunya.

## Descripció
La part original del celler està formada per una gran nau de secció basilical, amb un cos central elevat il·luminat per finestres en arc de mig punt i tancades amb una gelosia de retícula romboidal, i dos cossos laterals més baixos. La façana, tota ella emblanquinada, té diverses obertures d'arc de mig punt: la porta, situada en l’eix central, una finestra a banda i banda corresponent als cossos laterals i tres finestres per sobre la porta que s'obren en el cos central. Un altre cos, de més alçada, s'annexa al cos principal per la part posterior; la testera és oberta al carrer per un gran arc, emmarcat per diverses fileres de maó, per on es descarregava el raïm. Les cobertes són a un o dos vessants, segons la situació i les alçades dels diferents cossos.
A l'interior, les cobertes són suportades per pilars i arcs de punt rodó, rampants i equilibrats, tot de maó. Els paraments són també emblanquinats. La coberta és de bigues de fusta i de rajol. El contrast entre els paraments blancs i els elements de suport de maó vermell, així com la varietat d'arcs, dona a aquest interior una bellesa plàstica especial. L’estructura interior de l’edifici denota encara una influència gaudiniana amb l’ús dels arcs equilibrats, que troben el seu paral·lel en les construccions agràries que pels mateixos anys estava construint l’arquitecte Cèsar Martinell per les comarques tarragonines. Fins i tot, la manera d’aparellar el totxo en gelosies i altres punts afilia l’obra a l’estètica modernista. En canvi, l’aparença exterior, austera i basilical, amb connotacions de l’arquitectura rural, fan que l’edifici s'acosti clarament als postulats noucentistes.

## Notícies històriques
L'antic Celler del Sindicat Agrícola de Cambrils és situat al nucli interior de Cambrils, en un indret anomenat, en el moment de la construcció, la Pallissa.
Ja l'any 1902 un grup de petits i grans terratinents va fundar el Sindicat Agrícola i Caixa Rural d'Estalvis i Préstecs. No va ser, però, fins a l'any 1919 que l'arquitecte Bernardí Martorell va signar el plànol del Celler del aleshores conegut com a Sindicat Agrícola de Producció (es coneixen uns altres plànols sense signar del 1914, que no precisaven, però, el lloc). Sembla que l'edifici es va construir entre 1920 i 1922. (Tot i que s'havia inaugurat el 1921, va caldre una empenta de la família cambrilenca Vidal i Barraquer per acabar-lo.) En les obres participà l'empresari tarragoní Josep Icart Bargalló.
Amb el pas dels anys, el celler es va anar ampliant. Així entre 1945 i 1947 es va construir una nova nau, segons projecte d'Antoni Pujol i Sevil, enderrocada la dècada dels 2000.
El 1993 el Celler va deixar de funcionar i poc després s'hi va instal·lar el Museu Agrícola; el 1998 s'hi va obrir un agrobotiga.